# Subdivisions de l'oblast de Kaliningrad

Carte des subdivisions de l'oblast.

L'administration territoriale de l'oblast de Kaliningrad est l'organisation des institutions et des administrations du territoire de l'oblast russe de Kaliningrad. On recense de nombreuses communautés territoriales qui peuvent avoir un objectif politique (municipalités), électoral (circonscriptions électorales) ou administratif (raïons et certaines villes).

## Vue d'ensemble
| Oblast           | Oblast de Kaliningrad                                                        |
| Palier régional  | 8 villes régionales ; 1 commune urbaine régionale ; 13 raïons administratifs |
| Palier municipal | 10 okrougs urbains ; 12 raïons municipaux                                    |
| Palier local     | Localités                                                                    |

L'oblast de Kaliningrad est d'abord divisé en 13 raïons administratifs et une commune urbaine d'importance régionale et en huit villes d'importance régionale (des villes-arrondissements). Ces divisions régionales sont aussi des divisions municipales, et possèdent donc deux types de pouvoir à la fois, régional et municipal. L'okroug urbain de Kaliningrad est divisée par ailleurs en trois raïons intra-urbains. 
Contrairement à d'autres régions, il n'y a aucune municipalité à l'intérieur des raïons, villes régionales ou commune urbaine régionale.
Enfin, le dernier palier, qui n'a aucun pouvoir, est la localité, avec 1096 dénombrées en 2010.

### Autres divisions
Il existe d'autres divisions du territoire, mais qui n'ont pas réellement de pouvoirs sur l'administration du territoire. Certains services à la population couvrent plusieurs raïons par exemple.
Les circonscriptions électorales sont des unités territoriales qui n'ont d'autre rôle que de servir à élire les membres de la Douma d'État. Ces circonscriptions sont au nombre de deux : la circonscription de Kaliningrad (n°97) et la circonscription centrale (n°98).

## Oblast de Kaliningrad
L'oblast de Kaliningrad étant un oblast unitaire, aucune de ses collectivités territoriales ne possède de compétence législative.
Au 1er janvier 2023, l'oblast était constitué de treize raïons administratives, huit villes d'importance régionales, une commune urbaine d'importance régionale, dix okrougs urbains, onze okrougs municipaux. Les localités ne couvrent pas tout le territoire, avec quelques territoire non-organisés, et seulement sous la juridiction du raïon ou de la ville régionale.

## Palier régional

### Raïons
Les raïons administratifs sont les divisions principales de l'oblast de Kaliningrad, qui en compte treize. Chaque raïon est découpé afin d'être toujours proche d'une localité importante, qui en devient son chef-lieu

### Villes d'importance régionale
Les villes d'importance régionale sont au nombre de neuf dans l'oblast. Elles possèdent chacune une ville qui agit comme centre administratif, ainsi que des localités alentour. La ville chef-lieu ne possède jamais de pouvoir en elle-même, c'est l'ensemble avec ce statut là qui possède le pouvoir.

### Commune urbaine d'importance régionale
La commune urbaine d'importance régionale de Iantarny est la seule de son type dans l'oblast. Elle est apparentée à une ville d'importance régionale, sa seule différence étant que le centre administratif est une commune urbaine au lieu d'une ville quant au statut. Il y a une commune urbaine qui ne possède pas de pouvoir administratif en elle-même, et des localités environnantes, et c'est le tout qui possède le pouvoir.

### Résumé en tableau

Division administrative-territoriale de l'oblast de Kaliningrad : Villes d'importance régionale :
1. Kaliningrad, 2. Baltiïsk, 3. Ladouchkine, 4. Mamonovo, 5. Pionerski, 6. Svetly, 7. Svetlogorsk ; 8. Sovetsk,
Commune urbaine d'importance régionale :
9. Iantarny ;
Raïons administratifs :
10. de Bagrationovsk, 11. de Gvardeïsk, 12. de Gourievsk, 13. de Goussev, 14. de Zelenogradsk, 15.Krasnoznamensk, 16. de Neman, 17. de Nesterov, 18. d'Oziorsk, 19. de Polessk, 20. de Pravdinsk, 21. de Slavsk, 22. de Tcherniakovsk.
Dans les limites des objets de la division administrative-territoriale, des formations municipales sont formées : okrougs urbains et raïons municipaux
(sur la carte, les okrougs urbains (numéros) sont en italique gras; les raïons municipaux (numéros) sont en caractères réguliers)

Liste des subdivisions régionales de l'oblast :
| N°                                     | Subdivision                     | Nom russe                       | Code OKATO                      | Centre administratif            | Population (2023)               | Superficie (km²)                | Densité (hab.km²) |
| Villes d'importances régionales        | Villes d'importances régionales | Villes d'importances régionales | Villes d'importances régionales | Villes d'importances régionales | Villes d'importances régionales | Villes d'importances régionales |                   |
| -------------------------------------- | ------------------------------- | ------------------------------- | ------------------------------- | ------------------------------- | ------------------------------- | ------------------------------- | ----------------- |
| 1                                      | Kaliningrad                     | Калининград                     | 27 401 000                      | Kaliningrad                     | 489 735                         | 223,03                          | 2195,83           |
| 2                                      | Baltiïsk                        | Балтийск                        | 27 405 000                      | Baltiïsk                        | 28 856                          | 101,31                          | 284,83            |
| 3                                      | Ladouchkine                     | Ладушкин                        | 27 203 505                      | Ladouchkine                     | 3761                            | 28,18                           | 133,46            |
| 4                                      | Mamonovo                        | Мамоново                        | 27 203 510                      | Mamonovo                        | 8527                            | 106,13                          | 80,34             |
| 5                                      | Pionerski                       | Пионерский                      | 27 417 000                      | Pionerski                       | 12 794                          | 8,27                            | 1547,04           |
| 6                                      | Svetly                          | Светлый                         | 27 425 000                      | Svetly                          | 27 606                          | 80,23                           | 344,09            |
| 7                                      | Svetlogorsk                     | Светлогорск                     | 27 420 000                      | Svetlogorsk                     | 20 105                          | 33.16                           | 606,3             |
| 8                                      | Sovetsk                         | Советск                         | 27 430 000                      | Sovetsk                         | 38 910                          | 43,75                           | 889,37            |
| Commune urbaine d'importance régionale |                                 |                                 |                                 |                                 |                                 |                                 |                   |
| 9                                      | Iantarny                        | Янтарный                        | 27 420 562                      | Iantarny                        | 7294                            | 19,38                           | 376,37            |
| Raïons administratifs                  |                                 |                                 |                                 |                                 |                                 |                                 |                   |
| 10                                     | Raïon de Bagrationovsk          | Багратионовский район           | 27 203 000                      | Bagrationovsk                   | 32 923                          | 1014,5                          | 32,45             |
| 11                                     | Raïon de Gvardeïsk              | Гвардейский район               | 27 206 000                      | Gvardeïsk                       | 29 797                          | 784,18                          | 38                |
| 12                                     | Raïon de Gourievsk              | Гурьевский район                | 27 209 000                      | Gourievsk                       | 103 416                         | 1283,72                         | 80,56             |
| 13                                     | Raïon de Goussev                | Гусевский район                 | 27 212 000                      | Goussev                         | 38 089                          | 642,66                          | 59,27             |
| 14                                     | Raïon de Zelenogradsk           | Зеленоградский район            | 27 215 000                      | Zelenogradsk                    | 38 010                          | 2016,49                         | 18,85             |
| 15                                     | Raïon de Krasnozamensk          | Краснознаменский район          | 27 218 000                      | Krasnozamensk                   | 11 082                          | 1280,47                         | 8,65              |
| 16                                     | Raïon de Neman                  | Неманский район                 | 27 221 000                      | Neman                           | 15 606                          | 698,30                          | 22,35             |
| 17                                     | Raïon de Nesterov               | Нестеровский район              | 27 221 000                      | Nesterov                        | 11 897                          | 1061,07                         | 11,21             |
| 18                                     | Raïon d'Oziorsk                 | Озёрский район                  | 27 227 000                      | Oziorsk                         | 12 664                          | 877,44                          | 14,43             |
| 19                                     | Raïon de Polessk                | Полесский район                 | 27 230 000                      | Polessk                         | 17 134                          | 834,28                          | 20,54             |
| 20                                     | Raïon de Pravdinsk              | Правдинский район               | 27 233 000                      | Pravdinsk                       | 18 443                          | 1283.88                         | 14,37             |
| 21                                     | Raïon de Slavsk                 | Славский район                  | 27 236 000                      | Slavsk                          | 16 193                          | 1349,07                         | 12                |
| 22                                     | Raïon de Tcherniakhovsk         | Черняховский район              | 27 239 000                      | Tcherniakhovsk                  | 46 410                          | 1285,75                         | 36,1              |

## Niveau municipal
Le niveau municipal dans l'oblast est varié, et se confond avec le niveau régional. Ainsi, toutes les subdivisions régionales de l'oblast ont aussi des compétences municipales,.
Tout d'abord, il y a 10 okrougs urbains, qui correspondent aux 8 villes régionales dans l'oblast, à la commune régionale, et au raïon de Goussev. Pour un des okrougs, celui de Kaliningrad, il est encore subdivisé en raïons urbains (ru). Ces raïons urbains sont ceux de Lénine, de Moscou et Centrale, les arrondissements de la ville en somme.
Ensuite, il y a 11 okrougs municipaux, qui se confondent tous avec des raïons. Ils possèdent aussi toutes les compétences en matière de pouvoir municipal. Ces okrougs municipaux sont les :
- Raïon de Bagrationovsk ;
- Raïon de Gvardeïsk ;
- Raïon de Gourievsk ;
- Raïon de Zelenogradsk ;
- Raïon de Krasnozamensk ;
- Raïon de Neman ;
- Raïon de Nesterov ;
- Raïon d'Oziorsk ;
- Raïon de Polessk ;
- Raïon de Pravdinsk ;
- Raïon de Slavsk ;
- Raïon de Tcherniakhovsk.

## Localités
Il y avait au 1er janvier 2010 1096 localités dans l'oblast, qui peuvent avoir différents statuts, bien que n'ayant jamais de pouvoir. Les localités peuvent être des villages (selo), des hameaus (derevnia), des possiolok, etc.

## Circonscriptions électorales
L'oblast de Kaliningrad est divisé en 2 circonscriptions électorales. La première est la circonscription de Kaliningrad (en) (n°97), qui couvre la moitié sud de l'oblast ainsi que la circonscription centrale (en), couvrant la moitié nord.

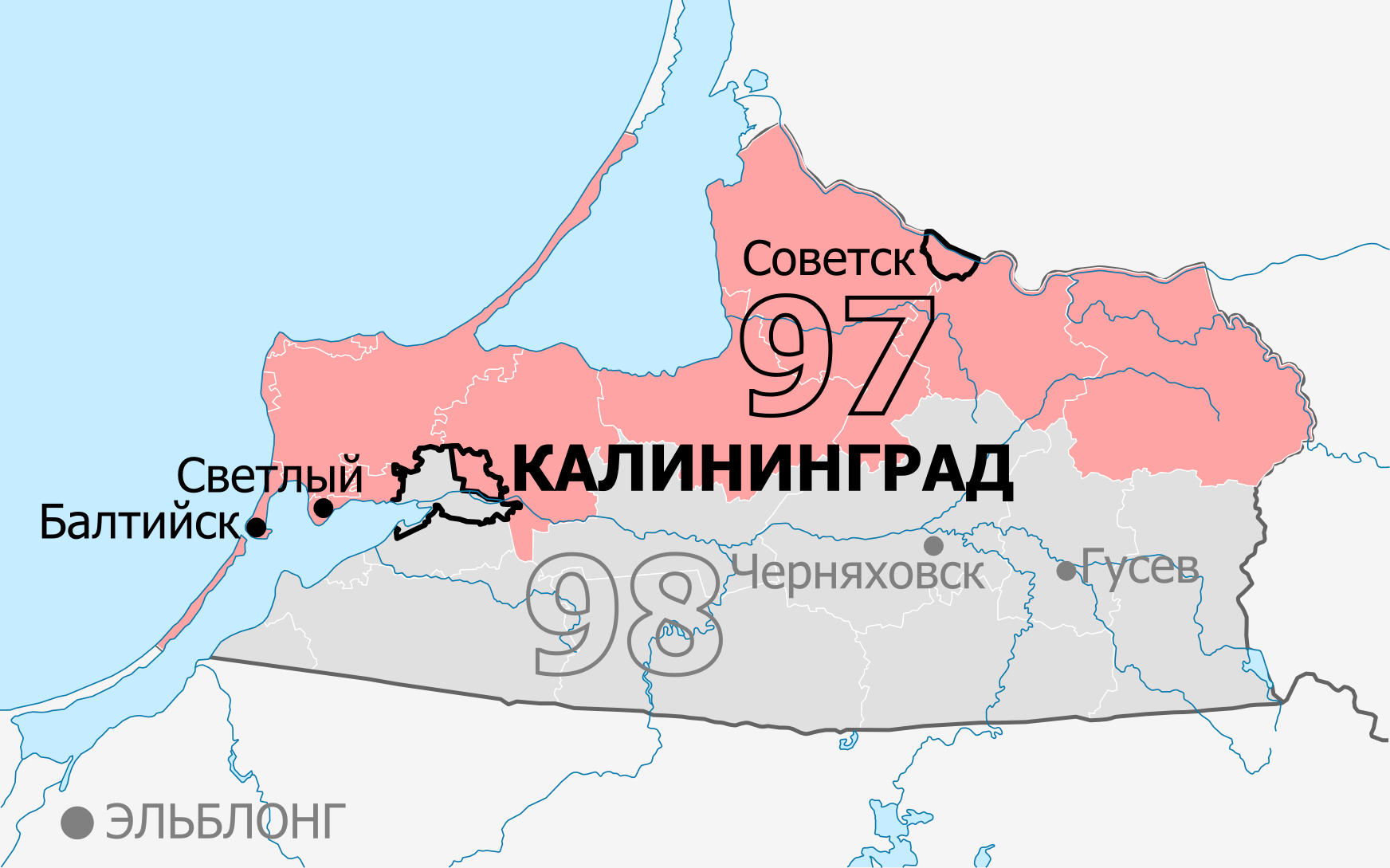
Circonscription n°97.
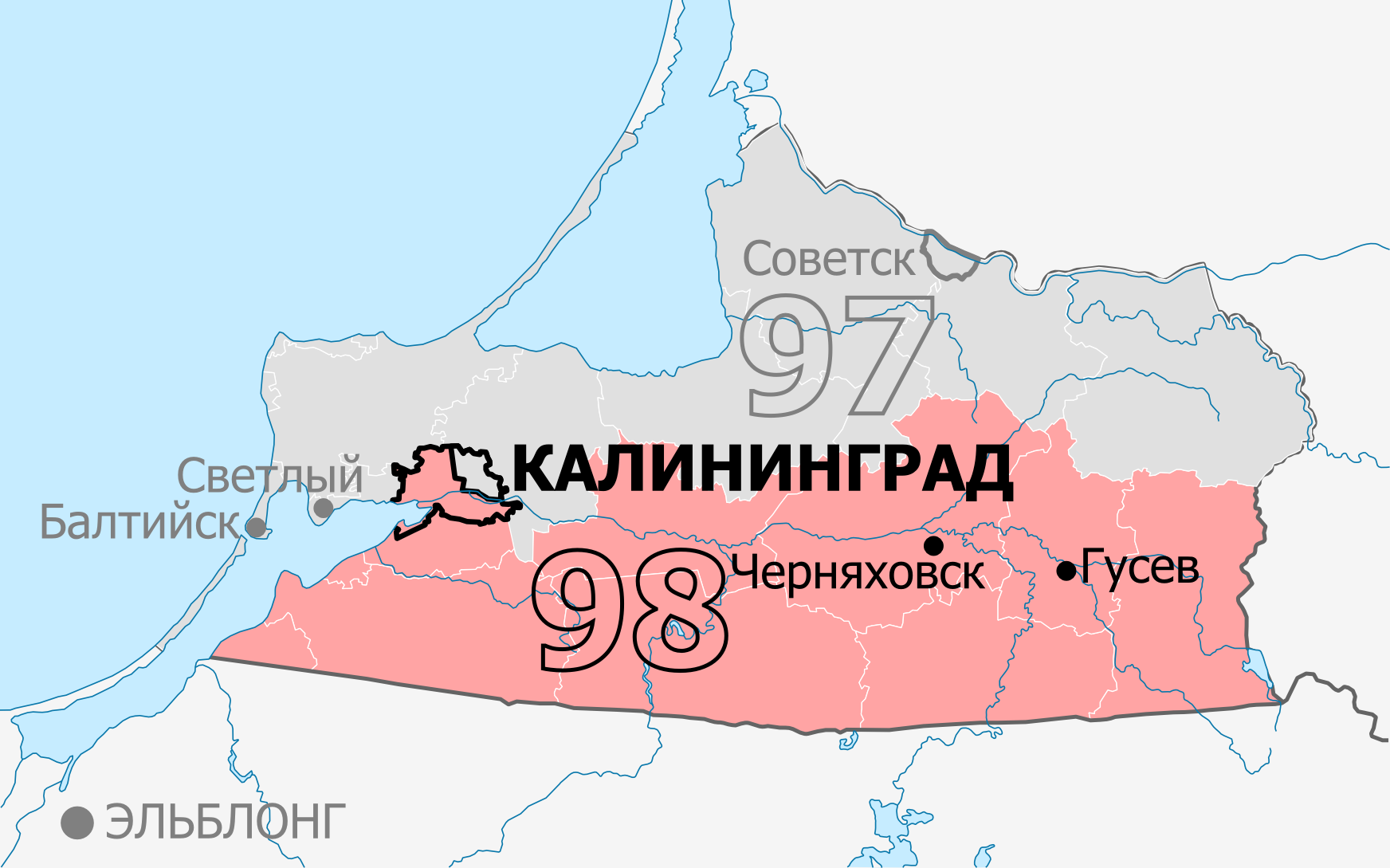
Circonscription n°98

### Documentation officielle
: document utilisé comme source pour la rédaction de cet article.
- (ru) Douma de l'oblast de Kaliningrad de la IVe législature, Закон Калининградской области от 10 июня 2010 года N 463 Об административно-территориальном устройстве Калининградской области, Kaliningrad,‎ 10 juin 2010 (lire en ligne), Loi de l'oblast de Kaliningrad du 10 juin 2010 no 643 sur la structure administrative-territoriale de l'oblast de Kaliningrad.
- (ru) Douma de l'oblast de Kaliningrad de la VIe législature., Закон Калининградской области от 27 декабря 2019 года N 377 О внесении изменений в Закон Калининградской области "Об административно-территориальном устройстве Калининградской области" [« Loi de l'oblast de Kaliningrad du 27 décembre 2019  no 377 Sur les amendements à la loi de l'oblast de Kaliningrad "Sur la structure administrative et territoriale de l'oblast de Kaliningrad" »], Kaliningrad,‎ 27 décembre 2019 (lire en ligne).
- (ru) Douma d'État, Российская Федерация Закон Калининградской области Об административно-территориальном устройстве Калининградской области (с изменениями на 27 декабря 2019 года) [« Loi de la fédération de Russie sur l'oblastde Kaliningrad Sur la structure administrative et territoriale de l'oblast de Kaliningrad (tel que modifié le 27 décembre 2019) »], Moscou,‎ 27 décembre 2019 (lire en ligne).